# Rekeningrijden

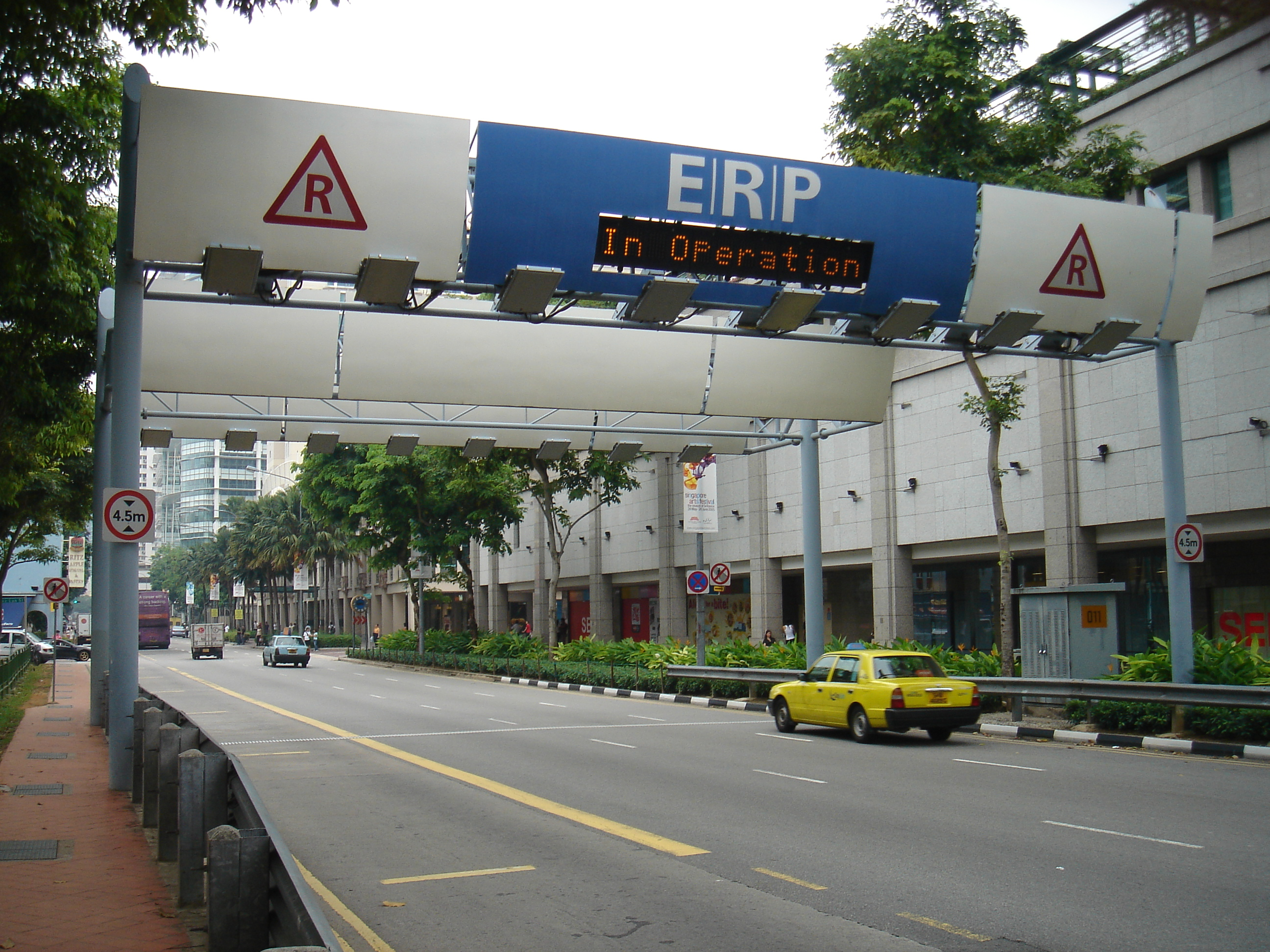
Poort voor Electronic Road Pricing in Singapore

Rekeningrijden, slimme kilometerheffing, kilometerprijs en wegbeprijzing (Engels: road pricing) zijn concepten gericht op het doorrekenen van congestiekosten (het vertragen van anderen door zelf aanwezig te zijn op de weg) aan de gebruiker. Deze belasting wordt gebruikt als een middel om het verkeer te verminderen in de piekuren en de bijbehorende files te verminderen. Ook andere sociale en milieugebonden negatieve externaliteiten die veroorzaakt worden door wegvervoer, zoals luchtvervuiling, uitstoot van broeikasgassen, lawaai en verkeersongevallen worden met deze belasting verminderd. In de verkeerskunde is het feit dat de individuele weggebruiker enkel het eigen nadeel van het overbelasten van het netwerk ervaart, een van de belangrijkste oorzaken van de suboptimale belasting van het wegennet. Rekeningrijden probeert via een variabele heffing de maatschappelijke kosten door te rekenen naar de gebruiker zodat deze in zijn keuzes niet enkel rekening houdt met persoonlijke motieven.
Er werden al testprojecten uitgevoerd. Sterk vereenvoudigde versies zoals de congestietaks in Londen of Stockholm bewijzen het potentieel. In België is in 2016 een kilometerheffing ingevoerd voor alle voertuigen boven 3,5 ton op voornamelijk autosnelwegen en expreswegen, wat gecontroleerd wordt met een OBU (on board unit). In 2022 kondigde de Nederlandse regering opnieuw aan een stelsel te willen invoeren per 2030.
Onder deskundigen is de consensus dat de opbrengst van rekeningrijden moet geïnvesteerd worden in het voorzien van alternatieven voor verplaatsingen langs de routes met de hoogste congestie. Het doel is te evolueren naar een stabiele situatie waarin de opbrengst van rekeningrijden ongeveer de operationele investeringen aan het wegennet dekt en de alternatieven zover zijn uitgebouwd dat er geen belangrijke congestie meer optreedt.

## Voordelen
- De opbrengst kan in principe gebruikt worden om de congestie weg te werken. In een stabiel werkend systeem worden alle transportmethodes dus optimaal belast tijdens piekmomenten, en is de totale congestie minimaal.
- De proefprojecten in onder andere Stockholm laten zien dat de gedragsverandering wel degelijk optreedt maar dat de meeste respondenten aangeven zelf niet van gedrag te zijn veranderd: mits goede prijszetting zijn dus subtiele wijzigingen mogelijk die het beoogde effect hebben zonder als ingrijpend te worden ervaren.

## Uitdagingen
De stap van het theoretische model naar een praktische uitvoering resulteert in een aantal uitdagingen:
- Informatie: om een optimale spreiding te bekomen, moet de gebruiker op de hoogte zijn van alle alternatieven en hun kosten. Indien de kost van een van de alternatieven onduidelijk is of niet beschikbaar wordt dit alternatief minder aantrekkelijk. Bovendien moet deze informatie bij voorkeur beschikbaar zijn voor de verplaatsing start: er is dus een soort voorspellingssysteem nodig dat het volledig transportnetwerk op een betrouwbare manier kan simuleren.
- Privacy: het correct kunnen aanrekenen van de congestiekost maakt het kennen van de locatie van de gebruiker in vele gevallen noodzakelijk, waardoor dit mogelijk onder de schending van de privacy valt. Als alternatief zijn ook al systemen voorgesteld waarbij de congestie wordt bepaald op basis van de snelheid en de aanwezigheid van andere gebruikers en er dus geen noodzaak is om de exacte locatie van de gebruiker continu te volgen. Deze systemen laten dan weer niet toe om andere sturende maatregelen te nemen.
- Sociale correctie: om een voldoende grote impact hebben op het beslissingsmodel van de individuele gebruiker moet de kostprijs voor de gebruiker als relevant worden ervaren. Er is met andere woorden een sociale correctie nodig om te voorkomen dat de laagste inkomens de kost als te hoog ervaren en de hoogste inkomens de kost negeren.
- Bestemming van de opbrengst: bij besprekingen over de invoering van rekeningrijden is er steevast een discussie over wat er met de opbrengsten moet gebeuren. Politiek gezien is het wegwerken van congestiepunten niet altijd de hoogste prioriteit. Bovendien moet ook binnen de uitbouw van alternatieven geprioriteerd worden.

## Bezwaren
Tegenstanders van rekeningrijden bij de maatschappelijke discussie rond 2010 wezen erop dat rekeningrijden al besloten zat in de accijns op brandstof. Voor auto's met verbrandingsmotor bestaat het grootste deel van de brandstofprijs in Europese landen uit accijns. Hoe meer kilometers deze automobilisten verrijden, hoe meer belasting op rijden al betaald wordt. Het moet niet nodig zijn daarnaast een kostbaar meetsysteem voor verreden kilometers in te richten dat vervolgens grondslag voor een heffing per kilometer is.
Wel is bij een belasting op brandstof geen variatie in kostprijs doorheen de tijd of volgens de filedruk op een traject mogelijk.
Dit bezwaar was geldig bij de oude situatie met enkel ontploffingsmotoren. In de nieuwe situatie met steeds meer elektrische auto's, die anno 2022 nog duurder zijn bij aankoop, maar geen accijns betalen, werkt het mechanisme omgekeerd: steeds minder auto's zullen accijns betalen per kilometer. Waarnemers verwachten dat de kost voor elektrische voertuigen per kilometer in de toekomst zo laag wordt dat de filedruk zal verergeren.

## Europa

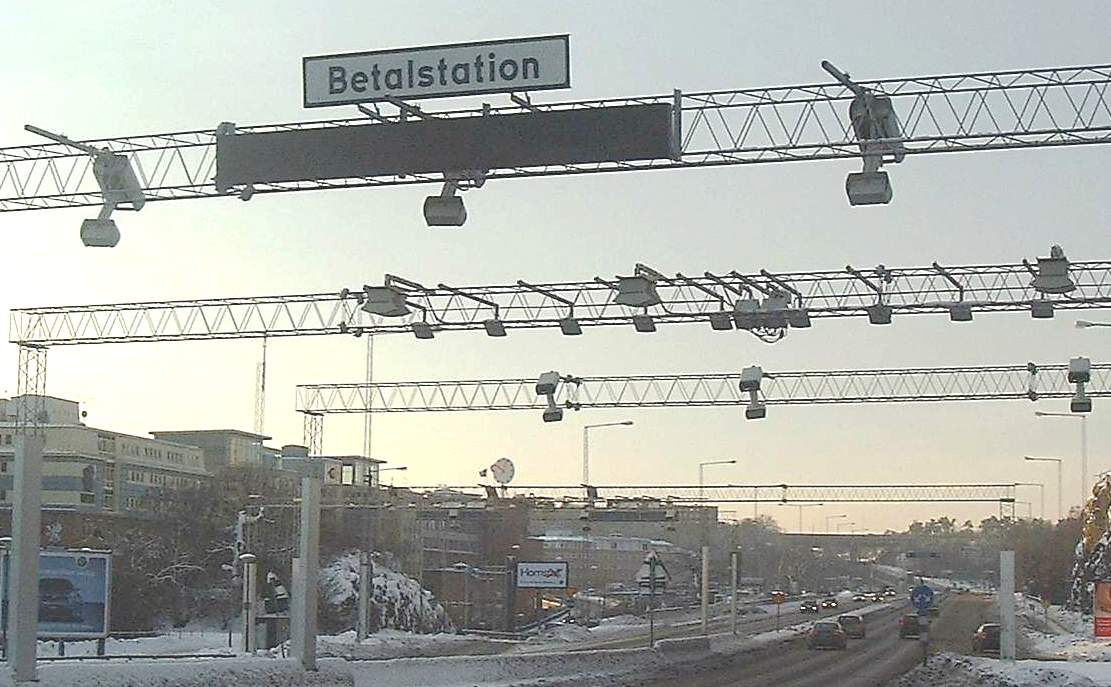
Automatisch betaalstation, Stockholm

Er zijn in Europa diverse systemen in gebruik;
- een heffing zodra er een bepaald punt wordt gepasseerd. Dit is in Londen het geval: camera's voor kentekenherkenning (ANPR) hangen op een bepaalde locatie. Zij registreren de auto’s, de automobilist ontvangt de rekening.
- een heffing over een bepaalde afstand. In de auto is een betrekkelijk eenvoudige unit aanwezig die door de gebruiker zelf tegen de voorruit bevestigd kan worden (zogeheten DSRC-tag). Langs de weg staan portalen, die de informatie van deze units opvangen. Op basis daarvan wordt de rekening opgemaakt. Dit gebeurt onder meer in Stockholm.
- een heffing over een bepaalde afstand met behulp van satellietplaatsbepaling, door middel van inbouwapparatuur voor bijvoorbeeld vrachtwagenverkeer in Duitsland en België.

Bij de keuze voor een beprijzingssysteem spelen diverse factoren mee, zoals: snelle beschikbaarheid, de kosten, bewezen geschiktheid en/of toekomstgerichtheid. De techniek dient primair om periodiek:
- het verbruik te bepalen (aantal gereden kilometers en/of aantal passages van een specifiek punt),
- een totaalbedrag te berekenen aan de hand van het verbruik en het te hanteren tarief,
- het berekende totaalbedrag te factureren aan de weggebruiker,
- betaling of inning van dit totaalbedrag mogelijk te maken.

### Vormgeving
De vormgeving van de techniek is afhankelijk van de manier waarop het verbruik wordt bepaald. In principe kan dit door apparatuur in het voertuig, door apparatuur aan de kant van de weg of door een handmatige aangifte vooraf (of door combinaties hiervan). De systemen verschillen daarbij in toepasbaarheid.
Zo vergen systemen met portalen langs de weg (zoals in Zweden) relatief lage investeringen, en zijn ze relatief gemakkelijk toepasbaar door vrachtwagenchauffeurs en automobilisten uit streken waar het systeem niet geldt; een DSRC-tag of telebadge kan goedkoop geproduceerd en verspreid worden en kan door de bestuurder zonder moeite in het voertuig aangebracht worden. Zeker indien de badge puur dient om persoonsgebonden gegevens door te sturen, en de kostenverwerking via centrale servers gebeurt, is het mogelijk de prijs van bepaalde trajecten in drukte en tijd te laten meewegen. Zelfs zijn er systemen denkbaar waarin frequente reizigers hun badge kunnen koppelen aan een abonnement of jaarvignet.
Een soortgelijk portalensysteem wordt in sommige Europese steden ook in het openbaar vervoer toegepast, bijvoorbeeld het pasjessysteem voor het lightrailnetwerk van Porto, en de OV-chipkaart in Nederland.
Een andere vorm van beprijzing vraagt om inbouwapparatuur. Voordeel van dit systeem is dat, wanneer gebruik wordt gemaakt van satellietdetectie, niet bij alle op- en afritten portalen hoeven te komen. Hierdoor is het gemakkelijker bepaalde wegen tolplichtig of juist tolvrij te maken. Doordat de apparatuur moet worden ingebouwd (zie verder in het artikel) is het moeilijker het systeem te implementeren en te verspreiden. Tevens moet worden nagedacht over situaties waarbij buitenlandse auto's zonder een dergelijk systeem een land inrijden met een systeem op basis van satellietdetectie.
In alle gevallen hebben ‘free-flow’-technieken de voorkeur: voertuigen kunnen doorrijden zonder te hoeven stoppen voor het betalen van de heffing. Het is slecht te verdedigen dat de doorstroming vermindert door technieken die juist moeten bijdragen aan betere bereikbaarheid. Een vrije doorstroming is daarbij ook nog eens gebruikersvriendelijker. Bovendien gaan de Europese regels ook uit van een vrije doorstroming.

### Invloed van de Europese Unie
De Europese Unie stelt verschillende regels die van belang zijn bij de uiteindelijke keuzes. Belangrijke doelstelling van de Europese Unie is het vrij verkeer van personen, goederen, diensten en kapitaal tussen lidstaten. Een gelijk speelveld is daarvoor een basisvoorwaarde en lidstaten mogen bij het heffen van tolgelden of kilometerbeprijzing geen onderscheid maken tussen hun eigen burgers en bedrijven en die van andere lidstaten en geassocieerde landen.
De regelgeving richt zich met name op de onderlinge uitwisselbaarheid (interoperabiliteit) van de te hanteren apparatuur, minimumtarieven voor de brandstofaccijnzen, het goederenvervoer (Eurovignet en minimumniveau voor de MRB). Ook heeft de EU vastgelegd welke technieken gebruikt mogen worden bij elektronische tolheffing en welke niet. Dit geldt overigens niet voor lokale heffingssystemen en heffingssystemen waarvoor geen apparatuur in de auto nodig is, bijvoorbeeld het Londense systeem.
Vanaf 1 januari 2007 moeten alle nieuwe elektronische tolsystemen interoperabel zijn (EG-richtlijn 2004/52/EG). Vanaf 1 januari 2009 moet voor vrachtauto's en autobussen apparatuur beschikbaar zijn waarmee men in alle EU-lidstaten tol, gebruikersvergoedingen en dergelijke kan betalen zonder dat chauffeurs hiervoor meerdere apparaten in de cabine moeten inbouwen. Voor personenauto's moet dergelijke apparatuur beschikbaar zijn vanaf 1 januari 2011.

### België
In maart 2007 werd afgezien van een statische vorm van rekeningrijden, namelijk door middel van een wegenvignet. Het plan ging niet door na negatieve reacties van onder meer de Europese Commissie. Belgen zouden gecompenseerd worden via de wegenbelasting, in tegenstelling tot buitenlanders. De laatsten zouden hierdoor ongelijk behandeld worden, wat in strijd is met Europese regels.
Vlaams minister van Mobiliteit Kathleen Van Brempt verklaarde in februari 2008 dat de invoering van een kilometerheffing voor personenwagens in Vlaanderen voorlopig niet aan de orde is.
Op 15 november 2010 bereikten de ministers-presidenten van het Vlaamse, het Waalse en het Brussels gewest een principe-akkoord om het rekeningrijden samen met het autowegenvignet in te voeren vanaf 2013, kort nadat de nieuwe Nederlandse regering verklaarde geen voorstander meer te zijn van rekeningrijden. De drie gewesten zijn het in januari 2011 eens geworden om vanaf 2016 een kilometerheffing in te voeren voor vrachtwagens en een wegenvignet voor personenwagens.
Vanaf 1 april 2016 werd de kilometerheffing van kracht voor vrachtwagens vanaf 3,5 ton. Niet onder de vorm van een autowegenvignet, maar door middel van een gps-gestuurde elektronische registratie. Elke vrachtwagen is uitgerust met een toestel dat het aantal kilometer, de milieu-uitstoot en het laadvermogen registreert. De facturen worden door een gemeenschappelijke dienst Viapass opgesteld en verstuurd. De kilometerheffing is immers niet op alle wegen van toepassing, voornamelijk op autosnelwegen en doorgaande gewestwegen. Het tarief verschilt ook nog eens van gewest tot gewest (Vlaanderen, Brussel, Wallonië). De bevoegdheid ligt immers bij de gewesten, maar toch wilde men een gemeenschappelijk systeem voor de drie gewesten, vandaar de lange overlegperiode voor de invoering. Het is de eerste keer dat er een "nationale wetgeving" ontstaat die niet door de federale regering wordt genomen, maar door de drie gewesten. De eerste dagen verliepen een beetje chaotisch, voornamelijk omdat vooral buitenlandse vervoersfirma's tot de laatste dagen gewacht hadden om het toestel aan te schaffen, hoewel maanden van tevoren aangekondigd. Bovendien hinderden acties van boze truckers vooral in Wallonië het verkeer. Onder dreigement van hoge boetes werden de acties na enkele dagen opgeheven.

### Nederland

#### Plan Rekeningrijden (1999 t/m 2001)
Rekeningrijden was de naam van een elektronisch tolsysteem van de toenmalige Nederlandse minister Tineke Netelenbos van Verkeer en waterstaat. Het plan werd uiteindelijk in 2001 ter zijde gelegd.
Het plan, een gecombineerde spitsheffing en kilometerheffing, heeft de staat 200 miljoen gulden gekost aan de voorbereidingen voor het innen van de tolgelden, en het ontwikkelen van de techniek voor de tolheffing, het aanbesteden van het project en de proeven met het systeem.

#### Plan Anders Betalen voor Mobiliteit (2005 tot 2010)
In 2005 werd het plan rekeningrijden opnieuw overwogen onder de naam 'kilometertarief'. Een brede commissie (Nationaal Platform Anders Betalen voor Mobiliteit) bestaande uit ANWB, werkgevers en werknemers, de gemeenten en de milieubeweging hebben een advies aan het kabinet opgesteld. Het kabinet-Rutte heeft in het regeerakkoord opgenomen dat wordt gestopt met Anders Betalen voor Mobiliteit. Het voornemen was om, uiterlijk in 2016, een heffing per kilometer in te voeren die afhankelijk zou zijn van tijd, plaats, verbruik en vervuiling van de auto.
Door de vaste kosten voor de aanschaf en gebruik van de auto te verminderen (wegenbelasting en de aanschafbelasting op auto's BPM) zouden de uiteindelijk kosten voor automobilisten die circa 18.000 km per jaar rijden, en dit verbruik conform de verwachting zouden verminderen naar circa 16.000, gelijk blijven. Let wel: automobilisten die een gelijk aantal kilometers zouden blijven rijden gaan meer betalen.
Hierbij treden grote verschuivingseffecten op. Automobilisten die vaak (bijvoorbeeld om het jaar) een nieuwe, dure auto aanschaffen profiteren sterk van het afschaffen van de BPM. Automobilisten die in een oude auto rijden, en deze lang willen blijven gebruiken, hebben geen enkel BPM-voordeel. Zij zijn aanzienlijker duurder uit. De SP heeft het afschaffen van de BPM dan ook een 'limousine-subsidie' genoemd.
Op 30 november 2007 maakte minister van verkeer Camiel Eurlings bekend dat vanaf 2012 de kilometerheffing wordt ingevoerd voor vrachtauto's en vanaf eind 2012 voor personenauto's. In 2018 had het hele systeem ingevoerd moeten worden, zonder tolpoortjes, maar gebruikmakend van een satellietsysteem. In 2010 trok het CDA tijdens een spoeddebat van het demissionaire kabinet zijn steun aan het voorstel echter in. 
De ANWB noemt dit concept kilometerprijs om onderscheid te maken met het eerdere concept rekeningrijden waar de autoclub zich sterk tegen had verzet in 2005. Het ministerie van V&W noemt het aangenomen plan voluit Anders Betalen voor Mobiliteit en gebruikt in de communicatie naar buiten ook de term kilometerprijs.

##### Systeemopzet
In de Nederlandse systeemopzet uit 2005, waar ook het rapport-Nouwen van uitgaat, regelt de overheid alles en neemt alle verantwoordelijkheid. Daardoor, en ook door het systeem waar de Nederlandse overheid nu van uitgaat, is er relatief complexe en dure apparatuur nodig en zijn er hoge inbouwkosten. Ook moeten er systemen opgetuigd worden voor certificatie, registratie en keuring. Door het loslaten van totale controle als uitgangspunt en de gebruikers verantwoordelijk te maken voor een juiste opgave van de gereden kilometers, kan het systeemontwerp van de boordcomputer (88% van de initiële kosten) ongeveer 40% goedkoper worden dan de nu berekende kosten in het rapport-Nouwen (zie verder in het artikel), wat nog erg duur is. Combinaties met componenten uit andere systemen zijn mogelijk.
Hierbij is wel van belang dat betaling in veel varianten mogelijk is (zoals via internet, abonnement, prepaid). In Oostenrijk, Duitsland, Engeland (Londen: de London congestion charge) en Zweden (Stockholm) is reeds gekozen voor deze vorm, waarbij gebruikers zelf hun aangifte verzorgen. Het maakt de aanschaf en keuring van apparatuur beduidend goedkoper. Ook de inbouw zou goedkoper kunnen worden door de mogelijke combinatie met andere diensten: denk aan zaken als verzekeren per kilometer, noodoproepsysteem of een navigatiesysteem. Kostenreductie ontstaat door een optimum te bereiken in de verhouding tussen de pakkans en de strafmaat, de extra handhavingskosten en het omzetverlies. In Oostenrijk bijvoorbeeld is de maximale boete € 4000: dat is meer dan 100 maal de te betalen heffing. Het aantal overtreders in Oostenrijk blijkt minder dan 1 %. De extra kosten nodig voor handhaving kunnen omlaag door de verhouding pakkans/strafmaat te verhogen. In Californië is de maximale boete $ 273, dit is 54 maal de ontdoken tol. In Duitsland loopt dit op tot € 20.000, wat neerkomt op 100 maal ontdoken tol en in Londen is de boete £ 100, wat 12,5 maal de ontdoken tol inhoudt.
Ook voor mensen met niet-Nederlandse kentekens in Nederland moet een oplossing worden gevonden om beprijzing in te voeren. Een ervan is het bij vakantiegangers bekende tolvignet. Via de aanschaf van een dergelijk vignet (sticker) is de bijdrage eenmalig af te kopen bij bezoek aan
Nederland. Een dergelijke werkwijze zal bepaald niet stroken met het Europese beleid zoals beschreven onder de alinea 'Invloed van Europese Unie', namelijk een beleid wat streeft naar vrij verkeer van personen, goederen, diensten en kapitaal tussen lidstaten.
De meeste mensen met niet-Nederlandse kentekens betalen in hun eigen land al een vorm van rijtuigenbelasting, en bezoeken Nederland maar enkele keren per jaar. Voor hen zou het inbouwen van apparatuur onrealistisch duur zijn, zodat zij in feite gedwongen zijn tot de aanschaf van een vignet. Die situatie zal op enkele bezwaren stuiten:
- De meeste houders van niet-Nederlandse kentekens zullen dan feitelijk een ander tarief betalen dan houders van Nederlandse kentekens, wat in feite discriminatie is.
- Voor de houders van niet-Nederlandse kentekens zal de prijs niet afhangen van het aantal kilometers, maar van het puur in Nederland aanwezig zijn. De enkele tientallen kilometers Nederlandse snelweg tussen Maasmechelen en Aken zou zo even duur zijn als de honderden kilometers tussen Maastricht en Groningen. Vooral Nederlandse pretparken, cafés en steden in de buurt van de Nederlandse grenzen zullen zo minder aantrekkelijk worden voor een belangrijk deel van de dagjesmensen en het uitgaansvolk, tenzij de prijs van het vignet bijzonder laag is.
- Van een vrije doorstroom van mensen is dan geen sprake, omdat de reizigers eerst een vignet moeten kopen om op de Nederlandse snelwegen te mogen rijden. Het is dan niet vanzelfsprekend meer om gewoon in de auto te stappen en zonder stoppen Nederland in te rijden.

Een Europabrede invoering van het rekeningrijden via inbouwapparatuur zullen deze bezwaren alleen binnen Europa wegnemen; het is namelijk de vraag of landen als Marokko, Turkije, Rusland of zelfs Zwitserland deze beprijzingsmethode willen overnemen. Voor andere systemen, gebaseerd op portalen en télébadges / DSRC-tag / 'ov-chipkaarten' zouden deze bezwaren wellicht veel minder gelden omdat dergelijke systemen deze ook voor houders van buitenlandse kentekens gemakkelijk en goedkoop toe te passen zijn.

#### Gebruik van de opbrengsten
Nederlandse automobilisten behoren tot de meest betalende autogebruikers in Europa. Een groot deel van wat zij betalen komt terecht bij de overheid. Van al die belastingopbrengsten komt maar een deel ten goede aan voorzieningen voor de automobilist. De opbrengsten van beprijzing kunnen worden benut voor de bouw, de verbetering en het onderhoud van de weginfrastructuur, inclusief het oplossen van ruimtelijke problemen en milieuproblemen, die nieuwe weginfrastructuur met zich meebrengt. Een rekensom wijst uit dat het totaalbedrag van BPM, MRB en provinciale opcenten veel afwijkt van wat het Rijk, provincies en gemeenten besteden aan het onderhoud en de aanleg van wegen.
In het plan voor kilometerbeprijzing komen alle inkomsten daaruit ten goede aan de mobiliteit in het algemeen, dus de inkomsten worden ook uitgegeven aan investeringen in het openbaar vervoer en de fiets.

### Engeland

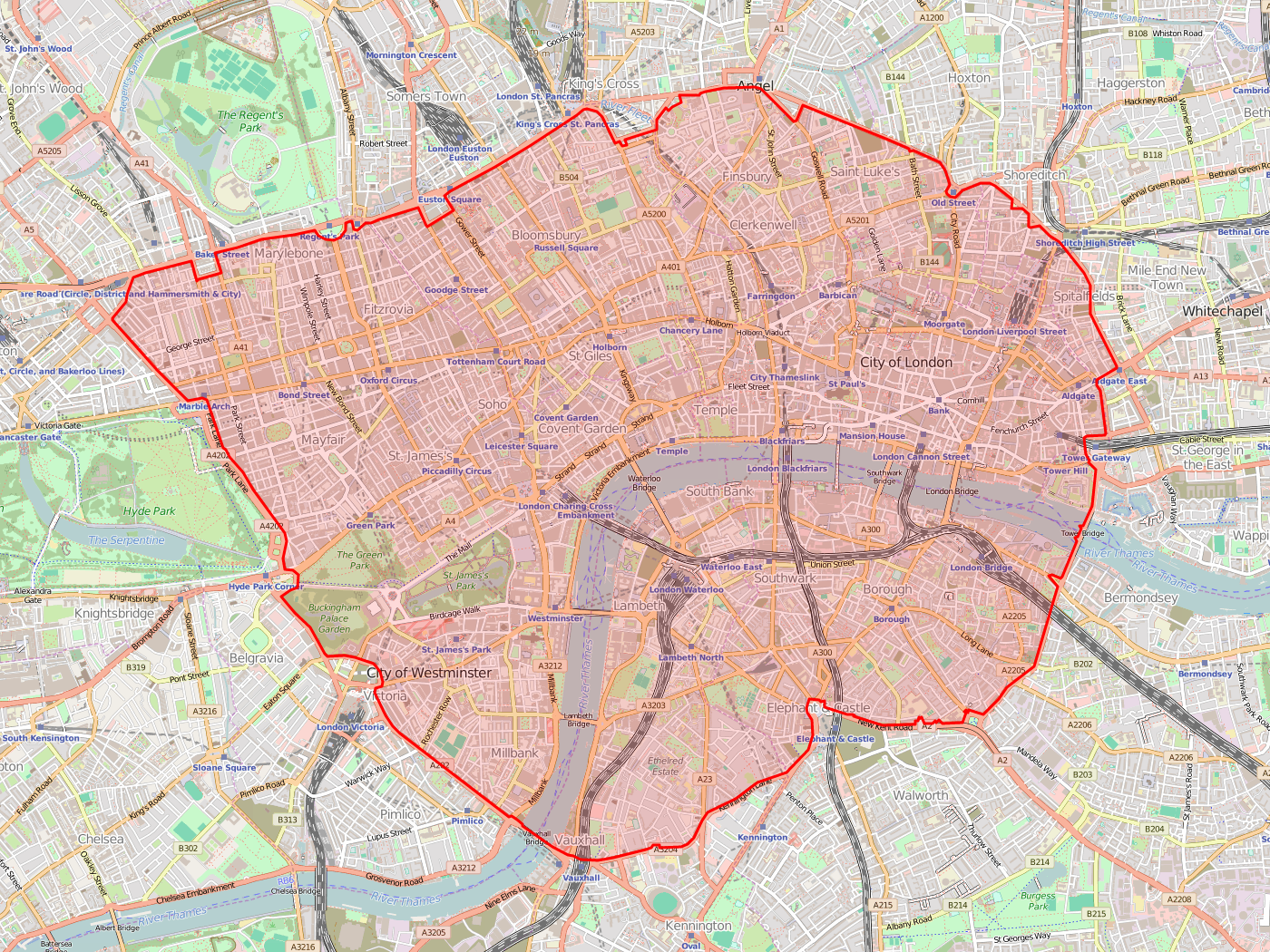
Huidig gebied van de congestion charge zone in Londen

In Londen wordt sinds 17 februari 2003 tol geheven: de London congestion charge.
De Britse regering is daarop een studie gestart (door het succes van Londen) om het rekeningrijden (tol afhankelijk van tijd) in te voeren op alle Britse snelwegen, dit om de files rond de grote steden te bestrijden, maar dit plan is (nog) niet doorgevoerd.

## Effecten

### Invloed op het fileprobleem
In de praktijk blijkt dat zichtbare kosten – bijvoorbeeld omdat ze direct moeten worden betaald – effectiever zijn voor het verbeteren van de bereikbaarheid dan algemene heffingen: deze koppelt de gebruiker namelijk niet aan zijn gebruik. De verwachte werking van beprijzing: wie minder hoeft te betalen buiten de spits, zal naar verwachting meer gaan rijden in die daluren.

### Invloed op het milieu
Aan beprijzing kan het principe van ‘de vervuiler betaalt’ worden toegepast; bij bijvoorbeeld het portalensysteem door de badge via het kenteken aan het automerk te koppelen. Gebruik van milieuruimte of kosten van onveiligheid kunnen in sommige uitvoeringen van beprijzen meegenomen worden, bijvoorbeeld door variabele tariefaanpassing, naargelang de weggebruiker bijdraagt aan de milieubelasting (uitstoot van CO2, stikstofoxide en fijnstof, geluid) en onveiligheid.

### Invloed op de automobilist
Zeker bij de invoering van rekeningrijden via het inbouwsysteem (zoals in Nederland beoogd) zal de automobilist de gevolgen op een aantal gebieden ondervinden.
Een ervan is de inbouw van de apparatuur in de auto. De prijs van een boordcomputer (het centrale gedeelte van een inbouwsysteem) ontwikkelt zich gunstig. In het huidige voorstel voor Nederland wordt uitgegaan van € 225,- per voertuig voor apparatuur en inbouw. Het is mogelijk om dit voor ongeveer € 125,- per voertuig (voor 7,6 miljoen voertuigen in 2010) te realiseren. Dit komt door diverse factoren: de autonome prijsontwikkeling in de ICT, de trend om in het voertuig ICT-componenten standaard in te gaan bouwen en het meer en meer gebruikmaken van bewezen technologie in plaats van een speciaal ontworpen eigen systeem. Ter vergelijking: de verschillende aanbieders van het Franse rekeningrijdensysteem bieden een zogenaamde télébadge aan voor een borg van € 30,- en abonnementskosten van € 0,- tot € 2,- per maand naargelang de voorwaarden en kortingen op de tol die voor het abonnement gelden.
Het idee dat prijzen van producten en systemen in de tijd omlaag gaan, vraagt om voorzichtigheid. Hierbij geldt vooral "successen uit het verleden zijn geen garantie voor de toekomst". Meerdere bronnen duiden erop dat prijsdalingen over circa 5 jaar van meer dan 15% ambitieus
zijn. Op onderdelen, bepaalde chips of componenten, kan het natuurlijk wel hard gaan. Voorbeeld zijn de computerchips met gps en/of GPRS geïntegreerd. De financiële effecten zullen naar verwachting zijn: de invoeringskosten dalen van € 2,76 mld tot € 1,63 mld (een daling van ca. 41%), de jaarlijkse exploitatiekosten dalen van € 615 miljoen tot € 376 miljoen (een daling van ca. 38%). Hiermee zijn de exploitatiekosten < 6% van de jaarlijkse opbrengsten van de motorrijtuigenbelasting en de belasting van personenauto's en motorrijwielen (BPM).
Een ander aspect is de BPM. Als deze (gedeeltelijk) wordt afgeschaft, worden nieuwe auto's opeens goedkoper. Gebruikte auto’s zijn daardoor ineens (veel) minder waard, met alle ongewenste effecten van dien. De verstandigste oplossing lijkt daarom: de BPM geleidelijk verlagen, en niet in één keer. Het kilometertarief zal omgekeerd geleidelijk aan ingevoerd moeten gaan worden.
Door het regelen van de BPM via de Belastingdienst kan worden voorkomen dat de handel de rekening gepresenteerd krijgt. Als de netto contante waarde van de BPM op elk moment kan worden bepaald, dan is ook de afschrijving per maand te bepalen. De Belastingdienst, aan wie de hele BPM is betaald,
kan elke maand een deel hiervan uitbetalen aan de houder van de auto. Deze geldstroom wordt (ruwweg) geheel geneutraliseerd door de stroom aan inkomsten door berekening van gereden kilometers. Het uitgangspunt is immers een gebalanceerde, budgetneutrale overgang. Met een dergelijke opzet is een BPM-overgang neutraal uit te voeren voor de branche. De presentatie van de koopprijs van een tweedehandsauto zal wel in twee componenten moeten plaatsvinden. De registratie van de koper zal met dezelfde nauwkeurigheid gebeuren als nu.
Bij beprijzing kunnen de BPM en de motorrijtuigenbelasting (MRB) beide uiteindelijk verdwijnen als vaste belastingen.
Ten aanzien van het vrachtverkeer (zwaarder dan twaalf ton) legt de EU enkele randvoorwaarden op. Zo mag alleen geheven worden op het hoofdwegennet en niet op het onderliggend wegennet (behalve om congestie te vermijden).

### Invloed op een toename van openbaarvervoerreizigers
De uitwisseling tussen auto en openbaar vervoer is naar verwachting gering. Het zijn verschillende markten. De verwachting is daarom dat maar een heel klein gedeelte van de autorijders zal overstappen naar het openbaar vervoer. De grootste verschuivingen van de autorijder zullen zitten in het reizen op andere tijdstippen, de keuze van alternatieve routes en de ritten die niet meer worden gemaakt.
Hoewel maar een klein deel van de autorijders overstapt naar het openbaar vervoer, is dit vanuit het openbaar vervoer bekeken toch substantieel, omdat het een relatief klein marktaandeel bezit; dat van automobilisten is veel groter. Afhankelijk van de gekozen beprijzingsvariant zal de toename van het
openbaar vervoer maximaal 5% tot 6% (bij volledige variabilisering MRB en BPM) bedragen. Het marktaandeel van het openbaar vervoer neemt daarmee toe van 12% naar 14%. De toename zal voornamelijk in de spits plaatsvinden en de marginale kosten voor capaciteitsuitbreiding zullen in die periode het grootst zijn. Daarom zullen de subsidiebijdragen van het Rijk iets groeien.

### Invloed op de koopkracht
Het Centraal Planbureau (CPB) heeft onderzocht wat de koopkrachteffecten zijn van het beprijzen. Een heffing op drukke snelwegen leidt tot 35 tot 55 procent minder files op werkdagen. Variabilisatie van de kosten, met dynamisch beprijzen naar tijd en plaats, is het meest effectief.
Het levert de volgende voordelen op:
- De huidige motorrijtuigenbelasting is gebaseerd op een gemiddeld aantal kilometers per voertuig. In werkelijkheid rijden niet alle houders het gemiddelde van 16.000 km (benzine) of 35.000 (gas, diesel). Grote delen van de bevolking zullen dus gaan besparen. Privé-autobezitters rijden gemiddeld 12.000 km. Zij krijgen een besparing van ongeveer € 200 tot € 250 per jaar. Vanzelfsprekend zullen degenen die meer kilometers dan gemiddeld maken, er financieel op achteruitgaan.
- Slechts bij een kleine verschuiving van gebruik vervalt de piekdruk en worden de files kleiner. Ze verschuiven in de tijd en dijen uit. Bij extra belasten bij congestieplaatsen zal de druk extra afnemen.
- Als de vaste lasten worden gevariabiliseerd, worden de marginale kosten van een autorit hoger dan nu: er ligt eerder een beslissing om gebruik te maken van het openbaar vervoer. Maar het Centraal Planbureau schat deze ‘model shift’ van overstappen op ander vervoer niet hoog in. Het probleem van het openbaar vervoer is vaak dat de reistijd met het ov ook inclusief de files dusdanig veel hoger ligt dan de reistijd per auto, dat voor veel automobilisten het openbaar vervoer nog geen realistisch alternatief is.
- Het argument dat de files korter zouden worden, zodat er reistijdwinst is, is omstreden. In Nederland, maar ook in andere Europese landen, heeft de enorme stijging in de brandstofprijzen niet kunnen voorkomen dat de filedruk vooral rond de grote steden flink is toegenomen. Aan de andere kant is een tijdsgebonden heffing niet een op een te vergelijken met een algemene brandstofstijging; het zou bijvoorbeeld ook kunnen dat een klein deel van de filedruk zich naar de goedkopere sluiproutes zal verplaatsen. Indien na invoering van het rekeningrijden toch sprake is van een algehele afname van de filedruk, dan zal dat voordelig kunnen zijn voor de economie omdat de zakelijke rijder tijdwinst zal boeken.